# Hydrolaetare
Hydrolaetare é um gênero de anfíbios da família Leptodactylidae.
As seguintes espécies são reconhecidas:
- Hydrolaetare caparu Jansen, Gonzales-Álvarez & Köhler, 2007
- Hydrolaetare dantasi (Bokermann, 1959)
- Hydrolaetare schmidti (Cochran & Goin, 1959)